# Alfa-mannosidase

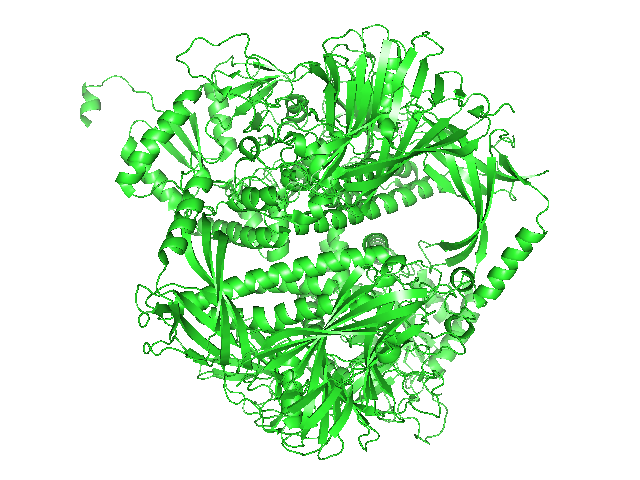
Schematische voorstelling.

Alfa-mannosidase, alpha-D-mannosidase, p-nitrofenyl-alpha-mannosidase, alpha-D-mannopyranosidase, 1,2-alpha-mannosidase, 1,2-alpha-D-mannosidase, alpha-D-mannoside mannohydrolase of exo-alpha-mannosidase is een enzym, meer bepaald een hydrolase met EC-nummer 3.2.1.24, dat als katalysator tussenkomt in de splitsing hydrolyse van de alfa vorm van mannose.
In het menselijk lichaam komen drie isozymes van alfa-mannosidase voor: MAN2B1, MAN2B2 en MAN2C1.
Gebrek aan alfa-mannosidase kan leiden tot de aandoening alfa-mannosidose.
Alfa-mannosidase vindt in het laboratorium toepassing in proeven om de effecten te bepalen van aanwezigheid of afwezigheid van mannose op bepaalde moleculen, zoals recombinante eiwitten gebruikt om entstoffen te ontwikkelen.